# Stéphane Beauregard
Pour les articles homonymes, voir Beauregard.
Stéphane Beauregard (né le 10 janvier 1968 à Cowansville, dans la province de Québec au Canada) est un joueur professionnel retraité de hockey sur glace ayant évolué à la position de gardien de but.

## Carrière
Issu de la Ligue de hockey junior majeur du Québec où il joua durant deux saisons avec les Castors de Saint-Jean, Beauregard est réclamé en troisième ronde lors du repêchage de 1988 par les Jets de Winnipeg. Il rejoint dès la saison suivante leur club affilié dans la Ligue américaine de hockey, les Hawks de Moncton.
Il fait ses premiers pas dans la Ligue nationale de hockey en 1989-1990, agissant à titre d'auxiliaire à Bob Essensa, poste qu'il tient pour les trois saisons suivantes. Il rejoint avant la saison 1992-1993 les Flyers de Philadelphie mais voit cette saison écourté en raison d'une blessure. Au terme de cette année, il est retourné au Jets et prend part à sa dernière saison en LNH.
À l'été 1995 il rejoint en tant qu'agent libre les Spiders de San Francisco de la Ligue internationale de hockey, l'équipe n'exista que durant une saison offrit le poste de numéro un à Beauregard et celui-ci, après avoir remporté 36 de ses 69 départs, remporta le trophée James-Gatschene.
Il évolue par la suite durant une saison pour les Rafales de Québec puis une autre pour les Wolves de Chicago où il est appelé à remplacer le gardien partant Wendell Young et aide ainsi les Wolves à remporter la Coupe Turner.
Beauregard quitte pour le HC Davos de la Ligue nationale A en Suisse et y évolue lors de la saison 1998-1999. Puis se joint au SERC Wild Wings de la DEL avant d'annoncer son retrait de la compétition.

### Statistiques de gardien en carrière
| Saison     | Équipe                   | Ligue      |    | Saison régulière | Saison régulière | Saison régulière | Saison régulière | Saison régulière | Saison régulière | Saison régulière | Saison régulière | Saison régulière | Saison régulière |    | Séries éliminatoires | Séries éliminatoires | Séries éliminatoires | Séries éliminatoires | Séries éliminatoires | Séries éliminatoires | Séries éliminatoires | Séries éliminatoires | Séries éliminatoires |
| Saison     | Équipe                   | Ligue      | PJ | V                | D                | Pr/N             | Min              | BC               | Moy              | % Arr            | Bl               | Pun              | PJ               | V  | D                    | Min                  | BC                   | Moy                  | % Arr                | Bl                   | Pun                  |                      |                      |
| 1986-1987  | Castors de Saint-Jean    | LHJMQ      | 13 | 6                | 7                | 0                | 785              | 58               | 4,43             | --               | 0                | 0                | 5                | 1  | 3                    | 260                  | 26                   | 6,00                 | --                   | 0                    | 0                    |                      |                      |
| 1987-1988  | Castors de Saint-Jean    | LHJMQ      | 66 | 38               | 20               | 3                | 3 766            | 229              | 3,65             | --               | 2                | 12               | 7                | 3  | 4                    | 423                  | 34                   | 4,82                 | --                   | 0                    | 0                    |                      |                      |
| 1988-1989  | Hawks de Moncton         | LAH        | 15 | 4                | 8                | 2                | 824              | 62               | 4,51             | 87.4             | 0                | 2                |                  |    |                      |                      |                      |                      |                      |                      |                      |                      |                      |
| 1988-1989  | Komets de Fort Wayne     | LIH        | 16 | 9                | 5                | 0                | 830              | 43               | 3,10             | --               | 0                | 0                | 9                | 4  | 4                    | 484                  | 21                   | 2,60                 | --                   | 1                    | 0                    |                      |                      |
| 1989-1990  | Jets de Winnipeg         | LNH        | 19 | 7                | 8                | 3                | 1 079            | 59               | 3,28             | 89.6             | 0                | 4                | 4                | 1  | 3                    | 238                  | 12                   | 3,02                 | 88.6                 | 0                    | 0                    |                      |                      |
| 1989-1990  | Komets de Fort Wayne     | LIH        | 33 | 20               | 8                | 3                | 1 949            | 115              | 3,54             | --               | 0                | 16               |                  |    |                      |                      |                      |                      |                      |                      |                      |                      |                      |
| 1990-1991  | Jets de Winnipeg         | LNH        | 16 | 3                | 10               | 1                | 836              | 55               | 3,95             | 87.0             | 0                | 2                |                  |    |                      |                      |                      |                      |                      |                      |                      |                      |                      |
| 1990-1991  | Hawks de Moncton         | LAH        | 9  | 3                | 4                | 1                | 504              | 20               | 2,38             | 90.8             | 1                | 0                | 1                | 1  | 0                    | 60                   | 1                    | 1,00                 | --                   | 0                    | 0                    |                      |                      |
| 1990-1991  | Komets de Fort Wayne     | LIH        | 32 | 14               | 13               | 2                | 1 761            | 109              | 3,71             | --               | 0                | 20               | 19               | 10 | 9                    | 1 158                | 57                   | 2,95                 | --                   | 0                    | 14                   |                      |                      |
| 1991-1992  | Jets de Winnipeg         | LNH        | 26 | 6                | 8                | 6                | 1 267            | 61               | 2,89             | 90.0             | 2                | 0                |                  |    |                      |                      |                      |                      |                      |                      |                      |                      |                      |
| 1992-1993  | Flyers de Philadelphie   | LNH        | 16 | 3                | 9                | 0                | 802              | 59               | 4,41             | 85.4             | 0                | 0                |                  |    |                      |                      |                      |                      |                      |                      |                      |                      |                      |
| 1992-1993  | Bears de Hershey         | LAH        | 13 | 5                | 5                | 3                | 794              | 48               | 3,63             | 88.9             | 0                | 6                |                  |    |                      |                      |                      |                      |                      |                      |                      |                      |                      |
| 1993-1994  | Jets de Winnipeg         | LNH        | 13 | 0                | 4                | 1                | 418              | 34               | 4,88             | 83.9             | 0                | 0                |                  |    |                      |                      |                      |                      |                      |                      |                      |                      |                      |
| 1993-1994  | Hawks de Moncton         | LAH        | 37 | 18               | 11               | 6                | 2 082            | 121              | 3,49             | 88.5             | 1                | 12               | 21               | 12 | 9                    | 1 305                | 57                   | 2,62                 | --                   | 2                    | 28                   |                      |                      |
| 1994-1995  | Indians de Springfield   | LAH        | 24 | 10               | 11               | 3                | 1 381            | 73               | 3,17             | 89.2             | 2                | 4                |                  |    |                      |                      |                      |                      |                      |                      |                      |                      |                      |
| 1995-1996  | Spiders de San Francisco | LIH        | 69 | 36               | 24               | 8                | 4 022            | 207              | 3,09             | 90.3             | 1                | 56               | 4                | 1  | 3                    | 241                  | 10                   | 2,49                 | --                   | 0                    | 0                    |                      |                      |
| 1996-1997  | Rafales de Québec        | LIH        | 67 | 35               | 20               | 11               | 3 945            | 174              | 2,65             | 90.6             | 4                | 14               | 9                | 5  | 3                    | 498                  | 19                   | 2,29                 | --                   | 0                    | 0                    |                      |                      |
| 1997-1998  | Wolves de Chicago        | LIH        | 18 | 10               | 6                | 0                | 917              | 49               | 3,20             | 88.1             | 1                | 0                | 14               | 10 | 4                    | 820                  | 36                   | 2,63                 | --                   | 1                    | 20                   |                      |                      |
| 1998-1999  | HC Davos                 | LNA        | 45 | --               | --               | --               | 2 638            | 151              | 3,44             | --               | --               | 16               | 6                | 2  | 4                    | 370                  | 23                   | 3,73                 | --                   | 0                    | --                   |                      |                      |
| 1999-2000  | SERC Wild Wings          | DEL        | 58 | --               | --               | --               | 3 301            | 178              | 3,24             | --               | 4                | 67               |                  |    |                      |                      |                      |                      |                      |                      |                      |                      |                      |
| Totaux LNH | Totaux LNH               | Totaux LNH | 90 | 19               | 39               | 11               | 4 401            | 268              | 3,65             | 87.9             | 2                | 6                | 4                | 1  | 3                    | 238                  | 12                   | 3,02                 | 88.6                 | 0                    | 0                    |                      |                      |

## Honneur et Trophée
- Ligue de hockey junior majeur du Québec
  - Nommé dans la première équipe d'étoiles en 1988.
  - Nommé la recrue défensive de l'année en 1988.
- Ligue canadienne de hockey
  - Nommé le Gardien de la saison de la LCH en 1988.
- Ligue internationale de hockey
  - Nommé dans la première équipe d'étoiles en 1996.
  - Vainqueur du trophée James-Gatschene en 1996

## Transaction en carrière
- Repêchage de 1988 : réclamé par les Jets de Winnipeg (5e choix de l'équipe, 52e au total).
- 15 juin 1992 : échangé par les Jets aux Sabres de Buffalo en retour de Christian Ruuttu et de compensation future.
- 7 août 1992 : échangé par les Sabres avec leur choix de quatrième ronde au repêchage de 1993 (les Hawks sélectionnent avec ce choix Éric Dazé) aux Blackhawks de Chicago en retour de Dominik Hašek.
- 10 août 1992 : échangé par les Blackhawks aux Jets de Winnipeg en retour de Christian Ruuttu.
- 1er octobre 1992 : échangé par les Jets aux Flyers de Philadelphie en retour de compensation future.
- 11 juin 1993 : échangé par les Flyers aux Jets de Winnipeg en retour de compensation future.
- 14 août 1995 : signe à titre d'agent libre avec les Spiders de San Francisco de la LIH.
- 20 août 1997 : signe à titre d'agent libre avec les Capitals de Washington.
- 22 septembre 2000 : annonce son retrait de la compétition.